# Meridiano 98 oeste
El meridiano 98 oeste de Greenwich es una línea de longitud que se extiende desde el Polo Norte atravesando el Océano Ártico, América del Norte, el Océano Pacífico, el Océano Antártico y la Antártida hasta el Polo Sur.
El meridiano 98 oeste forma un gran círculo con el meridiano 82 este.
Comenzando en el Polo Norte y dirigiéndose hacia el Polo Sur, el meridiano 98 oeste pasa a través de:
| Coordenadas                       | País, territorio o mar | Notas |
| --------------------------------- | ---------------------- | --- |
| 90°0′N 98°0′O / 90.000, -98.000   | Océano Ártico          | Pasa justo al oeste de the Fay Islands, Nunavut, Canadá                                                        |
| 78°49′N 98°0′O / 78.817, -98.000  | Canadá                 | Nunavut - Amund Ringnes Island                                                                                 |
| 78°17′N 98°0′O / 78.283, -98.000  | Hassel Sound           | |
| 77°50′N 98°0′O / 77.833, -98.000  | Sin nombre             | |
| 76°34′N 98°0′O / 76.567, -98.000  | Canadá                 | Nunavut - Loney Island y Bathurst Island                                                                       |
| 75°1′N 98°0′O / 75.017, -98.000   | Canal de Parry         | Pasa justo al este de Garrett Island, Nunavut, Canadá · Pasa justo al oeste de Lowther Island, Nunavut, Canadá |
| 74°7′N 98°0′O / 74.117, -98.000   | Canadá                 | Nunavut - Russell Island y Prince of Wales Island                                                              |
| 71°40′N 98°0′O / 71.667, -98.000  | Larsen Sound           | |
| 69°54′N 98°0′O / 69.900, -98.000  | Canadá                 | Nunavut - King William Island                                                                                  |
| 68°42′N 98°0′O / 68.700, -98.000  | Simpson Strait         | |
| 68°32′N 98°0′O / 68.533, -98.000  | Canadá                 | Nunavut Manitoba - pasando a través de Lake Winnipeg                                                           |
| 49°0′N 98°0′O / 49.000, -98.000   | Estados Unidos         | Dakota del Norte Dakota del Sur Nebraska Kansas Oklahoma Texas                                                 |
| 26°3′N 98°0′O / 26.050, -98.000   | México                 | |
| 16°7′N 98°0′O / 16.117, -98.000   | Océano Pacífico        | |
| 60°0′S 98°0′O / -60.000, -98.000  | Océano Antártico       | |
| 71°48′S 98°0′O / -71.800, -98.000 | Antártida              | Territorio no reclamado                                                                                        |